# 赤谷乡
赤谷乡，是中华人民共和国江西省吉安市安福县下辖的一个乡镇级行政单位。

## 行政区划
赤谷乡下辖以下地区：
赤谷村、田西村、书山村、集丰村、黄屯村、苍坑村和陂头村。